# چهار گوشه

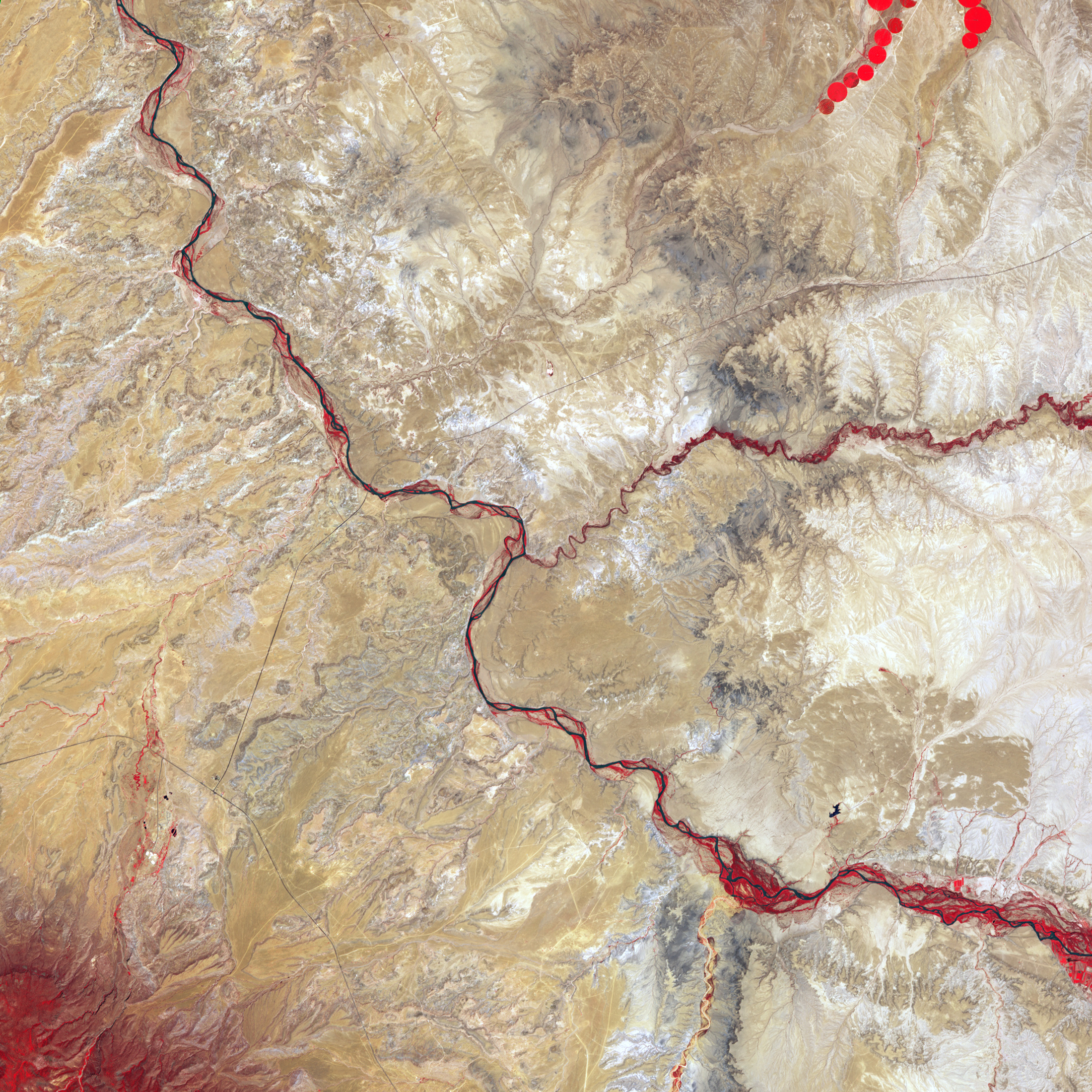
نقشه ماهواره‌ای منطقه فور کرنرز

چهار گوشه یا فور کرنرز (به انگلیسی: Four Corners) نام منطقه ای در ایالات متحده آمریکا است که شامل کلرادو، جنوب شرق یوتا، شمال شرق آریزونا و جنوب غرب نیومکزیکو است. این منطقه تنها جایی در آمریکا است که چهار ایالت در یک نقطه به هم می‌رسند. بنای یادبود چهار گوشه در اینجا قرار دارد.
منطقهٔ چهار گوشه بخشی از یک منطقهٔ بزرگتر به نام فلات کلرادو است و بیشتر آن مناطق روستایی است. پرجمعیت‌ترین شهر چهار گوشه، فارمینگتن، نیومکزیکو است.